# Edison Chávez
Edison Gustavo Chávez Vargas (Quito, 30 de octubre de 1954-Quito, 27 de diciembre de 2019) fue un médico y político ecuatoriano que ocupó la prefectura de la provincia de Napo durante tres periodos, además de haber ejercido la vicepresidencia del Congreso Nacional.

## Biografía
Nació en la parroquia Pifo de la capital ecuatoriana. Realizó sus estudios superiores en la Universidad Central del Ecuador, donde obtuvo el título de médico.
Entró en la vida pública como director del hospital Corazón Inmaculado de María, en Baeza (Ecuador). Posteriormente fue presidente del Municipio de Quijos y presidente del consorcio de municipios amazónicos y de Galápagos.
En las elecciones legislativas de 1988 fue elegido diputado nacional en representación de la provincia de Napo. En 1990 fue nombrado consejero provincial de Napo y posteriormente fue elegido vicepresidente del Consejo Provincial. En 1992 renunció a su cargo para participar en las elecciones legislativas del mismo año, en las que resultó elegido diputado por el partido Izquierda Democrática.
En 1996 fue elegido prefecto provincial de Napo para el periodo 1996-2000. En las elecciones seccionales de 2000 fue reelecto al cargo, pero fracasó cuando intentó ser elegido para un tercer periodo en las elecciones de 2004, siendo reemplazado por Gina Sanmiguel, del Partido Social Cristiano.
En las elecciones legislativas de 2006 fue elegido diputado nacional en representación de Napo por el Partido Sociedad Patriótica. Al iniciar el periodo legislativo fue nombrado vicepresidente del Congreso Nacional con 77 votos a favor.
Sin embargo, en marzo de 2007 fue destituido de su cargo por el Tribunal Supremo Electoral durante la crisis legislativa causada por el pedido de aprobación de consulta popular del presidente Rafael Correa para la instauración de la Asamblea Constituyente de 2007. Días después de su destitución intentó ingresar al Congreso pero fue agredido por manifestantes opositores, por lo que tuvo que recibir primeros auxilios en la enfermería del legislativo.
Falleció el 27 de diciembre de 2019 a los 65 años en un hospital de Quito donde ingresó un día antes para ser intervenido quirúrgicamente. Fue velado en el Coliseo Mayor de Tena y el sepelio se realizó en la parroquia de Pifo (provincia de Pichincha).